# Comté de Mercer (Pennsylvanie)
Pour les articles homonymes, voir Comté de Mercer.
Le comté de Mercer (en anglais : Mercer County) est un comté américain situé dans l'État de Pennsylvanie. Le siège de comté est Mercer. Le nom de la ville et du comté est choisi en mémoire de Hugh Mercer, patriote américain. Selon le recensement des États-Unis de 2020, sa population est de 110 652 habitants.

## Géographie

### Superficie
Le comté a une superficie de 1 768 km², dont 1 740 km² est de terre.

### Comtés adjacents
- Comté de Crawford (nord)
- Comté de Venango (est)
- Comté de Butler (sud-est)
- Comté de Lawrence (sud)
- Comté de Mahoning en Ohio (sud-ouest)
- Comté de Trumbull en Ohio (ouest)

## Démographie
| Groupe            | Comté de Mercer | Pennsylvanie | États-Unis |
| ----------------- | --------------- | ------------ | ---------- |
| Blancs            | 87,6            | 73,5         | 58         |
| Latino-Américains | 1,5             | 8,1          | 19         |
| Afro-Américains   | 0,1             | 10,5         | 12,1       |
| Asiatiques        | 0,6             | 3,4          | 6,2        |
| Métis             | 4,1             | 3,3          | 4,1        |
| Autres            | 0,3             | 0,4          | 0,5        |
| Amérindiens       | 0,1             | 0,1          | 0,9        |
| Océano-américains | 0,01            | 0,02         | 0,2        |
| Total             | 100             | 100          | 100        |